# Uzbekistán en los Juegos Olímpicos de Nagano 1998
Uzbekistán estuvo representado en los Juegos Olímpicos de Nagano 1998 por cuatro deportistas, dos hombres y dos mujeres, que compitieron en tres deportes.
El portador de la bandera en la ceremonia de apertura fue el esquiador alpino Komil Urunbayev. El equipo olímpico uzbeko no obtuvo ninguna medalla en estos Juegos.